# Strike/Flight numerals

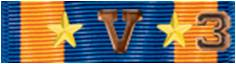
Ruban de la Air Medal avec 2 5/16 inch stars en Or, Combat "V", et insigne Strike/Flight Numeral 3

Un Strike/Flight Numeral (chiffre Strike/Flight) est un insigne du Département de la Navy (Department of the Navy) qui peut être porté sur la Air Medal par des personnes servant à quelque titre que ce soit dans les forces armées des États-Unis. 

## Attributions
Une récompense Strike/Flight est décernée à des personnes pour des accomplissements méritoires lors de leur participation à des opérations de vol aérien soutenues, en vertu d'ordres de vol. Les chiffres Strike/Flight sont des chiffres arabes en bronze d'une hauteur de 5/16 de pouce (7,9375 mm) et sont portés pour indiquer le nombre total de récompenses Strike/Flight,.
Seul le personnel ayant reçu un ordre de vol peut recevoir un insigne strike/flight sur la Air Medal. Les officiers ayant le grade de capitaine (colonel dans le corps des Marines) ou un grade supérieur ne sont pas éligibles pour recevoir la Air Medal avec un insigne strike/flight, sauf si les sorties qu'ils effectuent sont nécessaires à l'exercice de leurs fonctions habituelles.
- Les strikes sont des sorties qui permettent de lancer des munitions contre l'ennemi, d'insérer ou d'extraire du personnel d'assaut ou de participer à des opérations de recherche et de sauvetage (SAR) qui se heurtent à l'opposition de l'ennemi.
- Les Flights sont des sorties qui permettent de lancer des munitions contre l'ennemi, d'insérer ou d'extraire du personnel d'assaut ou de participer à des opérations de recherche et de sauvetage (SAR) sans rencontrer d'opposition de la part de l'ennemi. La caractéristique d'un vol est que, bien qu'il se déroule dans un environnement nominalement hostile, il ne rencontre pas d'opposition de la part de l'ennemi.

Depuis le 27 septembre 2006, des chiffres arabes dorés de 5/16 de pouce sont utilisés pour indiquer le nombre de Air Medals "individuelles". Il s'agit d'un retour à la norme utilisée avant le 22 novembre 1989. Entre le 22 novembre 1989 et le 27 septembre 2006, les étoiles 5/16 inch star de bronze, d'or et d'argent indiquaient le nombre de Air Medals "individuelles" décernées. Une étoile de bronze était utilisée pour la première récompense et des étoiles d'or étaient utilisées pour les deuxième à cinquième récompenses, les septième à dixième récompenses, et ainsi de suite. Les étoiles d'argent étaient utilisées à la place des cinq étoiles d'or et désignaient les sixième et onzième récompenses (et ainsi de suite),.

## Source
- (en) Cet article est partiellement ou en totalité issu de l’article de Wikipédia en anglais intitulé « Strike/Flight numerals » (voir la liste des auteurs).